# Ulleung-gun
Der Landkreis Ulleung (kor.: 울릉군, Ulleung-gun) befindet sich in der Provinz Gyeongsangbuk-do in Südkorea. Der Verwaltungssitz befindet sich in der Stadt Ulleung-eup. Der Landkreis hatte eine Fläche von 72,9 km² und eine Bevölkerung von 9785 Einwohnern im Jahr 2019.
Der Landkreis besteht hauptsächlich aus der Insel Ulleungdo, umfasst aber insgesamt 44 Inseln, einschließlich der Liancourt-Felsen (Dokdo), die von Südkorea effektiv regiert werden, jedoch von Japan und Nordkorea beansprucht werden. Alle diese Inseln liegen im Japanischen Meer.
Das Gebiet war bis zum Jahr 512 unter dem Namen Usan-guk ein eigenes Königreich, bis es von Silla erobert wurde, danach allerdings ein weitestgehend autonomer Vasallenstaat blieb. Nach dem Sturz von Silla annektierte Goryeo das Gebiet.

Lage des Landkreises in Gyeongsangbuk-do